# Bessie Barriscale
Bessie Barriscale, nata Elizabeth Barry Scale (Hoboken, 30 settembre 1884 – Kentfield, 30 giugno 1965), è stata un'attrice statunitense.
Moglie del regista Howard C. Hickman, era cugina delle attrici Edith e Mabel Taliaferro.

## Biografia
Nata nel New Jersey, a Hoboken, era figlia di immigrati irlandesi nativi della Contea di Cork. Nei primi anni del Novecento, quando ancora non era molto popolare per gli attori recitare per il cinema, Bessie Barriscale lavorò in teatro. La sua carriera cinematografica iniziò solo nel 1913: tra le case di produzione per cui girò i suoi film, si segnalano la New York Motion Picture Company e la Triangle Film Corporation. Nella sua carriera, interpretò una sessantina di film e, nel 1919, ne produsse anche uno, Hearts Asleep, diretto dal marito, il regista Howard C. Hickman. Tra il 1919 e il 1920, fu attiva la sua casa di produzione, la B. B. Features, che produsse in quel periodo una dozzina di film.
Nei primi anni trenta, annunciò il suo ritiro dagli schermi. L'ultimo film cui partecipò fu The Man Who Reclaimed His Head, che uscì nel dicembre 1934. Nel 1949, Hickman - da cui aveva avuto un figlio - morì, lasciandola vedova.

## Premi e riconoscimenti
Per il suo contributo all'industria cinematografica, le venne assegnata una stella sulla Hollywood Walk of Fame al 6652 di Hollywood Blvd.

## Filmografia

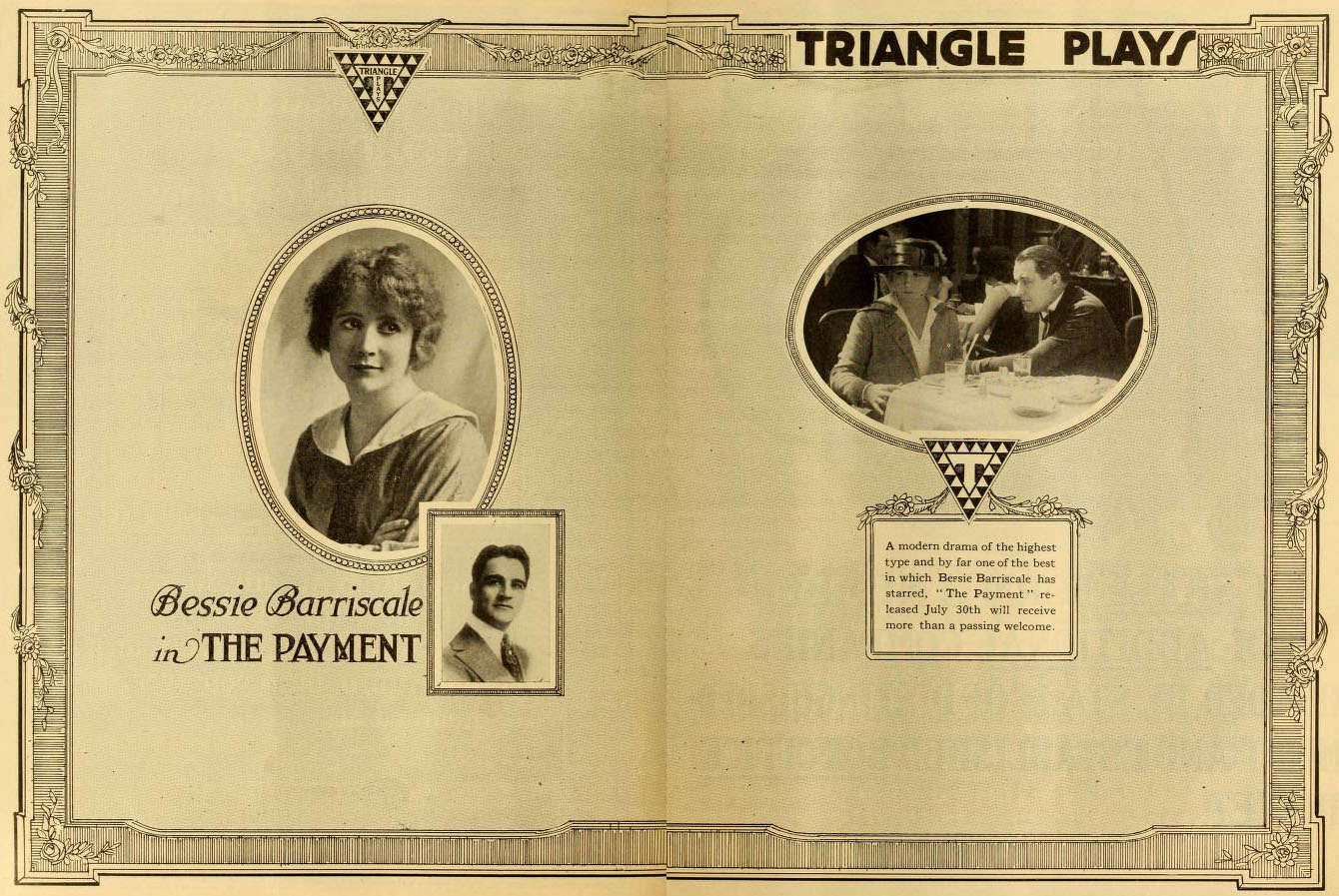
The Payment (1916)

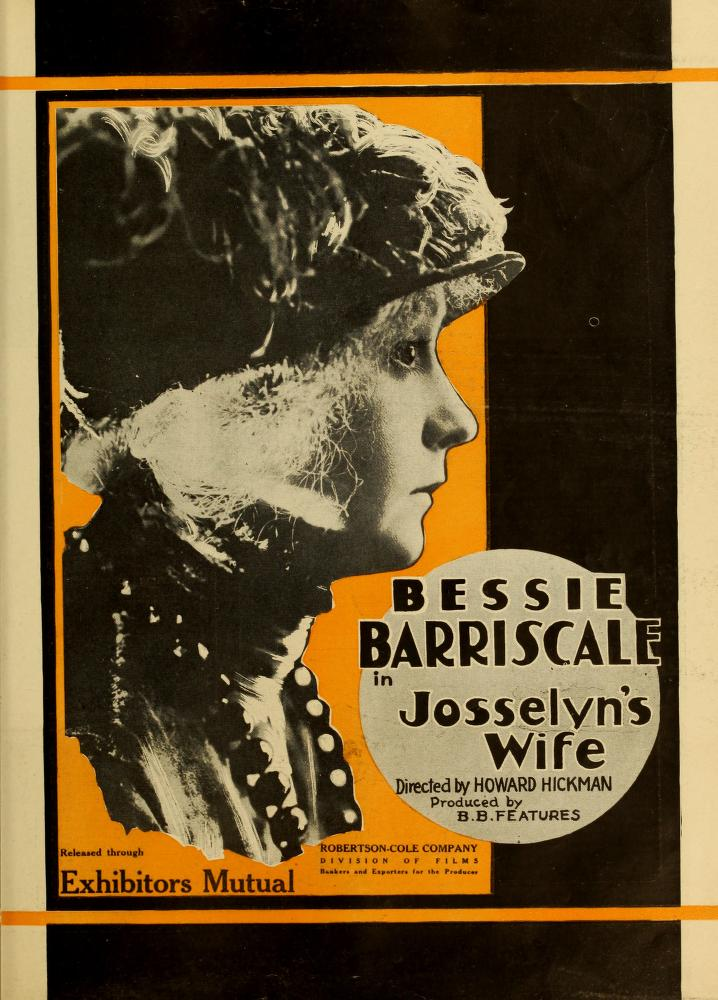
Josselyn's Wife (1919)

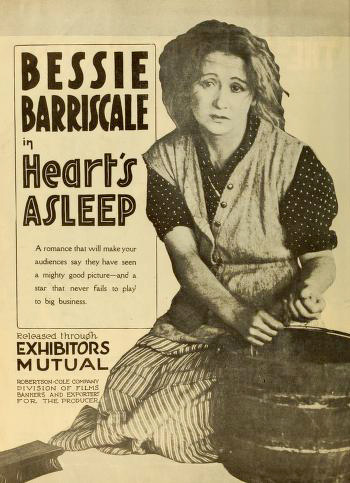
Heart's Asleep (1919)

La filmografia - secondo IMDb - è completa. Quando manca il nome del regista, questo non viene riportato nei titoli

### Attrice
- The Gambler's Pal, regia di Scott Sidney - cortometraggio (1913)
- Eileen of Erin, regia di Raymond B. West (1913)
- The Bells of Austi, regia di Raymond B. West - cortometraggio (1914)
- The Making of Bobby Burnit, regia di Oscar Apfel - mediometraggio (1914)
- Ready Money, regia di Oscar Apfel (1914)
- La rosa del Rancho (Rose of the Rancho), regia di Cecil B. DeMille e Wilfred Buckland (1914)
- The Devil, regia di Reginald Barker e Thomas H. Ince (1915)
- The Cup of Life, regia di Thomas H. Ince e Raymond B. West (1915)
- The Reward, regia di Reginald Barker - mediometraggio (1915)
- The Mating, regia di Raymond B. West (1915)
- The Golden Claw, regia di Reginald Barker (1915)
- The Painted Soul, regia di Scott Sidney (1915)
- The Green Swamp, regia di Scott Sidney (1916)
- Honor's Altar, regia di Walter Edwards (1916)
- Due begli occhi (Bullets and Brown Eyes), regia di Scott Sidney (1916)
- L'ultimo atto (The Last Act), regia di Walter Edwards (1916)
- Not My Sister, regia di Charles Giblyn (1916)
- The Sorrows of Love, regia di Charles Giblyn (1916)
- The Payment, regia di Raymond B. West (1916)
- Home, regia di Raymond B. West (1916)
- Plain Jane, regia di Charles Miller (1916)
- A Corner in Colleens, regia di Charles Miller (1916)
- Bawbs O' Blue Ridge, regia di Charles Miller (1916)
- The Snarl, regia di Raymond B. West (1917)
- The Hater of Men, regia di Charles Miller (1917)
- Borrowed Plumage, regia di Raymond B. West (1917)
- Wooden Shoes, regia di Raymond B. West (1917)
- Those Who Pay, regia di Raymond B. West (1917)
- Madam Who, regia di Reginald Barker (1918)
- The Cast-Off, regia di Reginald Barker (1918)
- Within the Cup, regia di Raymond B. West (1918)
- Blindfolded, regia di Raymond B. West (1918)
- Rose o' Paradise, regia di James Young (1918)
- Patriotism, regia di Raymond B. West (1918)
- Maid o' the Storm, regia di Raymond B. West (1918)
- The White Lie, regia di Howard C. Hickman (1918)
- The Heart of Rachael, regia di Howard C. Hickman (1918)
- Two-Gun Betty, regia di Howard C. Hickman 1918)
- All of a Sudden Norma, regia di Howard C. Hickman (1918)
- A Trick of Fate, regia Howard C. Hickman (1919)
- Hearts Asleep, regia Howard C. Hickman (1919)
- Josselyn's Wife, regia di Howard C. Hickman (1919)
- Tangled Threads, regia Howard C. Hickman (1919)
- The Woman Michael Married, regia di Henry Kolker (1919)
- Her Purchase Price, regia di Howard C. Hickman (1919)
- Kitty Kelly, M.D., regia di Howard C. Hickman (1919)
- Beckoning Roads, regia di Howard Hickman (1919)
- The Luck of Geraldine Laird, regia di Edward Sloman (1920)
- A Woman Who Understood, regia di William Parke (1920)
- The Notorious Mrs. Sands, regia di Christy Cabanne (1920)
- Life's Twist, regia di Christy Cabanne (1920)
- The Broken Gate, regia di Paul Scardon (1920)
- The Breaking Point, regia di Paul Scardon (1921)
- Show Folks, regia di Paul L. Stein (1928)
- Segreti (Secrets), regia di Frank Borzage (1933)
- Anime alla deriva (Bondage), regia di Alfred Santell (1933)
- Above the Clouds, regia di Roy William Neill (1933)
- Beloved, regia di Victor Schertzinger (1934)
- The Man Who Reclaimed His Head, regia di Edward Ludwig (1934)

### Produttrice
- Hearts Asleep, regia di Howard C. Hickman (1919)

## Spettacoli teatrali
- Cape Cod Folks (Broadway, 15 ottobre 1906)
- We Are Seven (Broadway, 24 dicembre 1913)
- What Would You Do? (Broadway, 2 marzo 1914)
- The Skirt (Broadway, 7 novembre 1921)